# TIRSAT
TIRSAT（てぃーあいあーるさっと）は、熱赤外線センサを搭載した超小型地球観測衛星である。

## 概要
TIRSATは経済産業省の「令和2年度補正サプライチェーン強靭化に資する技術開発・実証事業」の採択を受け、宇宙システム開発利用推進機構の取りまとめで開発された。
2023年6月23日、第76回宇宙開発利用部会にてCE-SAT-1EとともにH3ロケット試験機2号機の相乗り衛星として採択された。これは、近年主流になりつつある3U型CubeSat衛星に対応した衛星放出機構の実証および技術知見の獲得を一因としている。
2024年1月31日にTIRSATが3U PODに搭載され、2月2日にポッドがPFF（衛星搭載アダプタ）に取り付けられた。
TIRSATを搭載したH3ロケットは2月17日9時22分（JST）に打ち上げられ、予定の軌道に投入された。
同日18時52分（JST）に東京電機大学鳩山キャンパスの3.5 mパラボラアンテナでTIRSATからの電波の受信に成功した。

## 外部サイト
- セーレン株式会社
  - 新着情報|セーレン株式会社